# قانون بيزنطي

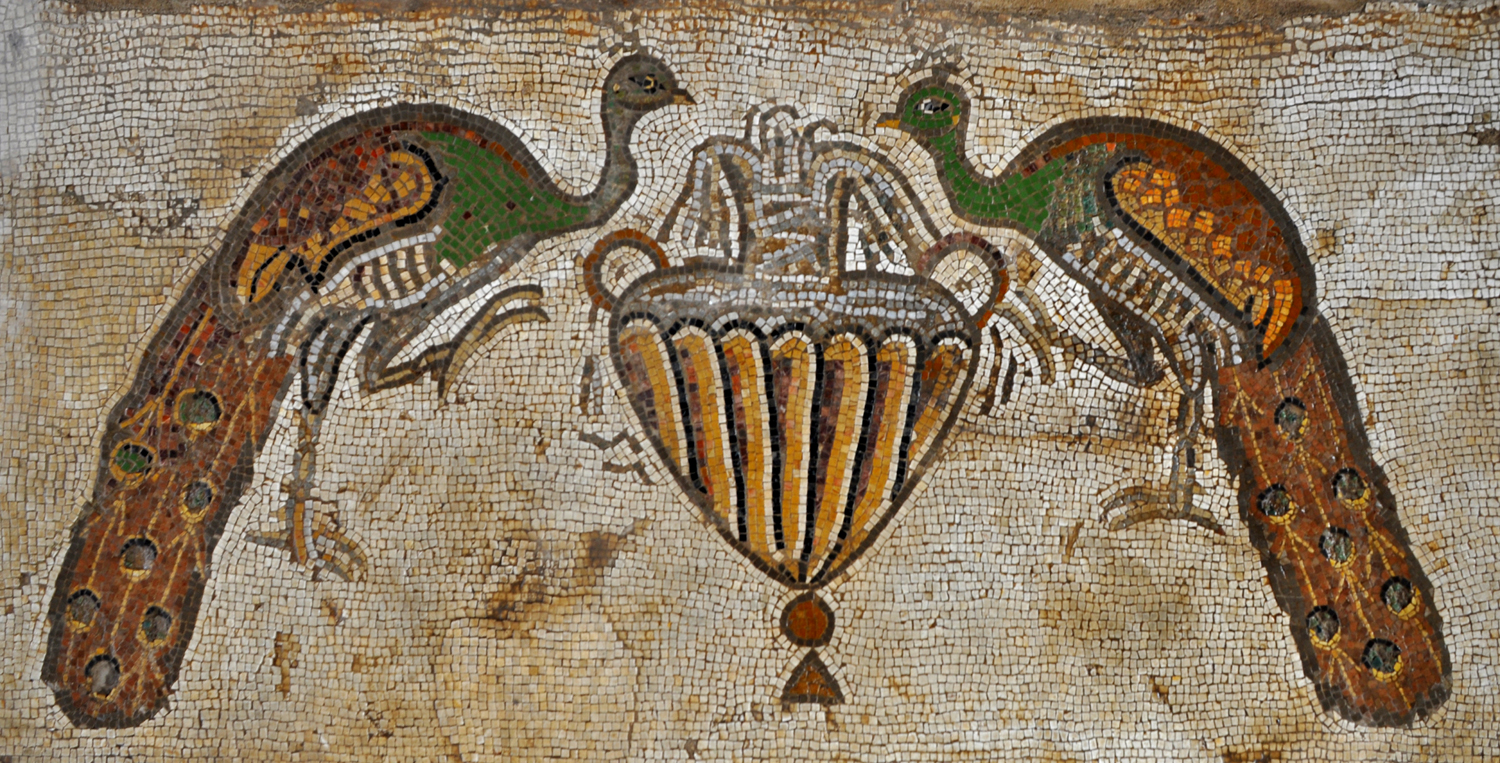
كنيسة من العصر البيزنطي، عُثر على بقاياها عام ١٩٦٤ في نهاريا - موزاييك

كان القانون البيزنطي في جوهره استمرارًا للقانون الروماني، مع زيادة للنفوذ المسيحي. تعرف معظم المصادر القانون البيزنطي على أنه التقاليد القانونية الرومانية التي بدأت بعد عهد جستينيان الأول في القرن السادس وانتهت بسقوط القسطنطينية في القرن الخامس عشر.
كان للقانون البيزنطي تأثير كبير على التقاليد الغربية خلال العصور الوسطى وما بعدها، على الرغم من تأثر الممارسات القانونية الغربية بشكل كبير بقانون جستنيان (قانون جوريس سيفيليس) خلال عصر النهضة الأوروبية وما بعده وبالقانون الروماني خلال العصور الكلاسيكية.
كان الإيكلوغا، الذي جمع بين القانون المدني والجنائي والذي أمر به ليو الثالث الإيساوري، أهم أعمال القانون البيزنطي، وهو أول قانون روماني بيزنطي رئيسي صدر باللغة اليونانية بدلًا من اللاتينية. بعد فترة وجيزة من وضع قانون المزارعين الذي نظم المعايير القانونية خارج المدن. بينما تم العمل بإيكلوغا في جميع أنحاء منطقة البحر الأبيض المتوسط (وأوروبا)، بسبب أهمية القسطنطينية باعتبارها مركز تجاري في المنطقة؛ كان قانون المزارعين مؤثرًا بارزًا على التقاليد القانونية السلافية، بما في ذلك التقاليد الروسية.

## التأثيرات والمصادر
ورثت بيزنطة مؤسساتها السياسية والثقافية والاجتماعية الرئيسية من روما؛ لذا شكل القانون الروماني أساس النظام القانوني البيزنطي. وكانت المادتان الرئيسيتان للقانون الروماني واللتان كتبهما ثيودوسيوس الثاني وجستنيان قبل أن يُستبدلا بمادتبن جديدتين مكتوبتين باللغة اليونانية. ومع ذلك، استمر تأثير القانون الروماني الواضح في المواد القانونية، مثل بازيليكا، التي استندت إلى قانون جستنيان. تفاخر مايكل بسيلوس في القرن الحادي عشر بمعرفته بالإرث القانوني الروماني («Ἰταλῶν σοφία»).
وفقًا للتقاليد القانونية الرومانية المتأخرة، ظلت تشريعات الأباطرة المصدر الرئيسي للقانون في بيزنطة. بدأ الأباطرة بتدوين بعض المواد الرئيسية للقانون الروماني، لكنهم أصدروا أيضًا «قوانينهم الجديدة» الخاصة بهم، نوفيلز («Novellae» و«Νεαραὶ»). في أوائل العصر البيزنطي (أواخر العصر الروماني)، ازداد اهتمام الأباطرة بتشريع القوانين، ونُظمت حينها القوانين التي تغطي الجوانب الرئيسية للحياة العامة والخاصة والاقتصادية والاجتماعية. على سبيل المثال، كان قسطنطين العظيم أول من ينظم الطلاق، وتدخل ثيودوسيوس الأول في قضايا العقيدة، وفرض نسخة محددة من قانون العقيدة. من ديزكلتيانوس إلى ثيودوسيوس الأول، خلال ما يقرب من 100 عام، أُصدر أكثر من 2000 قانون؛ أصدر جستنيان وحده نحو 600 قانون. تدريجيًا، انحسر الحماس التشريعي، على الرغم من بقاء بعض قوانين الأباطرة اللاحقين، مثل نوفيلز ليو السادس الحكيم، ذات أهمية خاصة. استمر التشريع بصورة محدودة كمصدر ثانوي للقانون، مع وجود أولوية للتشريعات المكتوبة مسبقًا.

## الفترة البيزنطية المبكرة
لا يوجد تاريخ محدد بشكل واضح لبداية الفترة البيزنطية في التاريخ الروماني. قُسمت الإمبراطورية ووُحدت إداريًا أكثر من مرة. ولكن خلال هذه الفترة تأسست القسطنطينية لأول مرة واكتسب الشرق هويته الخاصة إداريًا. لذلك، غالبًا ما يُنظر إلى تلك الفترة على أنها الفترة البيزنطية المبكرة. على الرغم من ذلك، فإن التطورات القانونية خلال هذه الفترة تعتبر عادةً جزءًا من القانون الروماني، على عكس القانون البيزنطي، ويرجع ذلك جزئيًا إلى أن الوثائق القانونية خلال هذه الفترة كانت ما تزال مكتوبةً باللغة اللاتينية. مع ذلك، كانت هذه التطورات خطوات أساسية في تشكيل القانون البيزنطي.

### دستور ثيودوسيوس
نشر الإمبراطور ثيودوسيوس، دستور ثيودوسيوس، الذي يتألف من 16 كتابًا تتناول جميع القوانين المعمول بها من عصر قسطنطين الأول حتى وقت حكمه.

### قانون جستنيان
عين جستنيان لجنةً لجمع وتدوين القانون الروماني المعمول به آنذاك، بعد فترة وجيزة من استلامه للحكم عام 527. وعُينت لجنة ثانية، برئاسة الفقيه تريبونيان، في عام 530 لاختيار دستور يمكن العمل به في كل زمان من أعمال الفقهاء، وتحريره وترتيبه في 50 كتابًا؛ ولهذا السبب كتبت اللجنة «ديجستا» في عام 533.
على الرغم من أن القانون، كما يُمارس في روما، قد نشأ كنوع من الأحكام القضائية، إلا أنه لم يكن «القانون الروماني» المعروف في العصور الوسطى أو العالم الحديث. يُدعى اليوم أن القانون الروماني يستند إلى مبادئ مجردة للعدالة، والتي حولها مشرعو الإمبراطور أو الشعوب الرومانية إلى قواعد قانونية فعلية. نُقلت هذه الأفكار إلى العصور الوسطى عبر الدستور العظيم للقانون الروماني الذي حمله الإمبراطور جستنيان. أُصدر قانون جستنيان باللغة اللاتينية في ثلاثة أجزاء: المعاهد، وديجستا، والقانون.؛ وكان آخر وثيقة قانونية كبيرة مكتوبة باللاتينية.
يستند النظام القانوني الأكثر انتشارًا في العالم، وهو القانون المدني، إلى قانون جستنيان (في معظم أوروبا وآسيا وأمريكا الجنوبية وأفريقيا، وكذلك في الولايات القضائية المختلطة لجنوب إفريقيا واسكتلندا وكيبيك والفلبين ولويزيانا).